# Segona divisió B espanyola de futbol 2009-2010
La temporada 2009/10 va ser la 33a edició de la Segona Divisió B. Començà el 30 d'agost de 2009 i finalitzà el 9 de maig de 2010. En aquesta temporada hi va haver dues jornades intersetmanals, que es van disputar els dimecres 23 de setembre de 2009 i 14 d'abril de 2010. El diumenge 27 de desembre de 2009 no es va disputar la competició amb motiu de les vacances de Nadal.
Aquest torneig està organitzat per la Reial Federació Espanyola de Futbol (RFEF). El van disputar un total de 80 equips, dividits en 4 grups de 20 equips cadascun, distribuïts segons proximitat geogràfica. Els equips dels territoris de parla catalana estaven enquadrats al grup 3.

## Grup 3

### Classificació
|                    |     | Classificació final 2009-10 | Pts | J  | G  | E  | P  | GF | GC | DG  |                                    |
| ------------------ | --- | --------------------------- | --- | -- | -- | -- | -- | -- | -- | --- | ---------------------------------- |
| Promoció           | 1.  | UE Sant Andreu              | 78  | 38 | 23 | 9  | 6  | 66 | 35 | +31 | Eliminatòria de campions           |
| Promoció · Ascens  | 2.  | FC Barcelona B              | 76  | 38 | 22 | 10 | 6  | 65 | 35 | +30 | Promoció d'ascens a Segona A       |
| Promoció           | 3.  | Ontinyent CF                | 71  | 38 | 19 | 14 | 5  | 47 | 25 | +22 | Promoció d'ascens a Segona A       |
| Promoció           | 4.  | CE Alcoià                   | 69  | 38 | 20 | 9  | 9  | 52 | 32 | +20 | Promoció d'ascens a Segona A       |
|                    | 5.  | Benidorm CF                 | 64  | 38 | 18 | 10 | 10 | 68 | 51 | +17 |                                    |
|                    | 6.  | CD Dénia                    | 64  | 38 | 17 | 13 | 8  | 48 | 35 | +13 |                                    |
|                    | 7.  | RCD Mallorca B              | 55  | 38 | 15 | 10 | 13 | 49 | 39 | +10 |                                    |
|                    | 8.  | Oriola CF                   | 55  | 38 | 15 | 10 | 13 | 37 | 42 | -5  |                                    |
|                    | 9.  | UD Logroñés                 | 54  | 38 | 13 | 15 | 10 | 41 | 33 | +8  |                                    |
|                    | 10. | UE Lleida                   | 49  | 38 | 12 | 13 | 13 | 45 | 44 | +1  |                                    |
|                    | 11. | CE Sabadell FC              | 49  | 38 | 13 | 10 | 15 | 42 | 45 | -3  |                                    |
|                    | 12. | CF Badalona                 | 48  | 38 | 13 | 9  | 16 | 41 | 45 | -4  |                                    |
|                    | 13. | Alicante CF                 | 46  | 38 | 11 | 13 | 14 | 38 | 42 | -4  |                                    |
|                    | 14. | CF Sporting Maonès          | 45  | 38 | 10 | 15 | 13 | 36 | 43 | -7  |                                    |
|                    | 15. | UDA Gramenet                | 43  | 38 | 11 | 10 | 17 | 48 | 59 | -11 |                                    |
| Promoció · Descens | 16. | RCD Espanyol B              | 41  | 38 | 8  | 17 | 13 | 38 | 45 | -7  | Promoció de permanència a Segona B |
| Descens            | 17. | Vila Joiosa CF              | 34  | 38 | 7  | 13 | 18 | 41 | 52 | -11 | Descens a Tercera                  |
| Descens            | 18. | València CF Mestalla        | 30  | 38 | 6  | 12 | 20 | 30 | 49 | -19 | Descens a Tercera                  |
| Descens            | 19. | CF Gavà                     | 30  | 38 | 7  | 9  | 22 | 33 | 72 | -39 | Descens a Tercera                  |
| Descens            | 20. | Terrassa FC                 | 25  | 38 | 6  | 7  | 25 | 29 | 71 | -42 | Descens a Tercera                  |

El Futbol Club Barcelona B va pujar a la Segona Divisió A, després de superar la fase d'ascens.